# Imani-Lara Lansiquot
Imani-Lara Lansiquot (Londres, 17 de diciembre de 1997) es una deportista británica que compite en atletismo.
Participó en dos Juegos Olímpicos de Verano, obteniendo dos medallas, bronce en Tokio 2020 y plata en París 2024, en la prueba de 4 × 100 m.
Ganó una medalla de bronce en el Campeonato Mundial de Atletismo de 2023 y una medalla de oro en el Campeonato Europeo de Atletismo de 2018.

## Palmarés internacional
| Juegos Olímpicos   | Juegos Olímpicos   | Juegos Olímpicos  | Juegos Olímpicos |
| Año                | Lugar              | Medalla           | Prueba           |
| ------------------ | ------------------ | ----------------- | ---------------- |
| 2020               | Tokio (Japón)      | Medalla de bronce | 4 × 100 m        |
| 2024               | París (Francia)    | Medalla de plata  | 4 × 100 m        |
| Campeonato Mundial |                    |                   |                  |
| Año                | Lugar              | Medalla           | Prueba           |
| 2023               | Budapest (Hungría) | Medalla de bronce | 4 × 100 m        |
| Campeonato Europeo |                    |                   |                  |
| Año                | Lugar              | Medalla           | Prueba           |
| 2018               | Berlín (Alemania)  | Medalla de oro    | 4 × 100 m        |